# Blackburn with Darwen (borough)
Blackburn with Darwen é uma área de autoridade unitária no condado de Lancashire, noroeste da Inglaterra. Consiste nas cidades de Blackburn e Darwen, incluindo outras aldeias ao redor delas.
Foi fundado em 1974 como borough de Blackburn, juntando o borough do condado de Blackburn, o borough de Darwen, partes do distrito urbano de Turton (principalmente as aldeias de Belmont, Chapeltown e Edgworth) e partes do distrito rural de Blackburn. Foi renomeado para a nomenclatura atual em maio de 1997, em preparação para a separação em relação ao Conselho do Condado de Lancashire. Em 1 de abril de 1998, tornou-se uma autoridade unitária.

## Demografia
De acordo com o Office for National Statistics, em 2017, 20,4% da população do borough pertenciam a qualquer grupo étnico do sul da Ásia, a maior porcentagem da região, e quase quatro vezes maior do que a média nacional de sul-asiáticos. Além disso, a proporção de muçulmanos na região era de 30,9%.

## Política

### Representação
Após mudanças de fronteira em 2018, existem atualmente 51 assentos no Conselho local (antes eram 64), com o borough dividido em 17 wards (antes eram 23), sendo eles: 
- Audley and Queens Park
- Bastwell and Daisyfield
- Billinge and Beardwood
- Blackburn Central
- Blackburn South and Lower Darwen
- Blackburn South East
- Darwen East
- Darwen South
- Darwen West
- Ewood
- Little Harwood with Whitebirk
- Livesey with Pleasington
- Mill Hill and Moorgate
- Roe Lee
- Shear Brow and Corporation Park
- Wensley Fold
- West Pennine

### Eleições locais
| Número geral de assentos em 2019 | Número geral de assentos em 2019 | Número geral de assentos em 2019 | Número geral de assentos em 2019 | Número geral de assentos em 2019 | Número geral de assentos em 2019 | Número geral de assentos em 2019 |
| Trabalhistas                     | Conservadores                    | Liberal Democratas               | Verdes                           | Partido Brexit                   | Outros                           | Total                            |
| -------------------------------- | -------------------------------- | -------------------------------- | -------------------------------- | -------------------------------- | -------------------------------- | -------------------------------- |
| 37                               | 13                               | 1                                | 0                                | 0                                | 0                                | 51                               |

O Conselho foi abalado em 2004, quando seis representantes Trabalhistas deixaram o grupo governante um mês após a eleição e se tornaram independentes, e o Conselho temporariamente ficou sem um controle geral. Os conselheiros, que eventualmente voltaram a se juntar ao partido, deixaram uma disputa interna supostamente provocada por determinados conselheiros terem sido relegados em uma reorganização pós-eleitoral. Alegações de fraude eleitoral e corrupção perseguiram o Conselho, com membros da comunidade muçulmana sendo "fortemente insuflados por líderes de mesquitas e conselheiros para votarem no Partido Trabalhista" durante as eleições. A possibilidade de corrupção teria sido facilitada por reformas no voto por correspondência, que tornaram a fraude eleitoral "infantilmente simples" no Reino Unido, de acordo com um órgão europeu. O número de votos postais registrados em Blackburn em 2005 foi de cerca de 20000, contra 7600 em 2001. Em abril de 2005, o conselheiro local Mohammed Hussain foi preso e condenado a uma pena três anos por fraudar a eleição para a prefeitura em 2002, roubando pelo menos 230 cédulas de voto por correio em seu ward.
As eleições locais de maio de 2007 viram uma coalizão de partidos assumir o controle do Conselho antes na mão dos Trabalhistas. O pequeno partido For Darwen e os independentes mantinham o equilíbrio perfeito de poder em uma parceria com os Conservadores e os Liberal Democratas. Como seu antecessor no governo, o grupo também atraiu polêmica; um de seus conselheiros foi suspenso devido a uma condenação por fraude de benefícios e outro por denúncias de violência doméstica. As tensões sobre a presença do ex- membro do England First Party, agremiação política de extrema-direita, Michael Johnson dentro da coalizão, como parte do For Darwen, vieram à tona quando ele foi citado pelo jornal The Sun em outubro de 2007 culpando pelo desemprego "todos os imigrantes que inundam este país". Em outro acontecimento que chamou a atenção da mídia, um candidato Liberal Democrata para o ward de Shear Brow causou comoção ao desertar para o Partido Trabalhista apenas três semanas antes das eleições locais de maio de 2008.
Em 2010, dois conselheiros do For Darwen renunciaram e retiraram seu apoio à coalizão e, após um voto de desconfiança, o Partido Trabalhista retomou o controle do Conselho.

## Economia

Localização das paróquias civis do borough

Este é um gráfico da tendência do valor agregado bruto regional de Blackburn with Darwen a preços básicos atuais, publicado (pp. 240–253) (pp. 240–253) pelo Office for National Statistics, com números em milhões de libras esterlinas britânicas.
| Ano  | Valor Agregado Bruto Regional | Agricultura | Indústria | Serviços |
| ---- | ----------------------------- | ----------- | --------- | -------- |
| 1995 | 1,496                         | 3           | 755       | 737      |
| 2000 | 1,597                         | 3           | 678       | 916      |
| 2003 | 1,785                         | 4           | 647       | 1,134    |

## Assentamentos

### Paróquias Civis
As seguintes paróquias civis compõem Blackburn with Darwen:
1. Darwen (Conselho municipal)
2. Eccleshill
3. Livesey
4. North Turton
5. Pleasington
6. Tockholes
7. Yate and Pickup Bank

## Educação
Como autoridade unitária, Blackburn with Darwen tem a responsabilidade legal pelos padrões educacionais e de escolaridade dentro de seus limites.

### Escolas financiadas pelo Estado

#### Escolas primárias
Atualmente, existem 57 escolas públicas de educação primária atendendo o borough.

#### Escolas secundárias
- Blackburn Central High School (Blackburn)
- Darwen Aldridge Community Academy (Darwen)
- Darwen Aldridge Enterprise Studio (Darwen)
- Darwen Vale High School, (Darwen)
- Our Lady and St John Catholic College (Blackburn)
- Pleckgate High School, (Blackburn)
- Queen Elizabeth's Grammar School (Blackburn)
- St Bede's Roman Catholic High School (Blackburn)
- St Wilfrid's Church of England Academy (Blackburn)
- Tauheedul Islam Boys' High School (Blackburn)
- Tauheedul Islam Girls' High School (Blackburn)
- Witton Park High School (Blackburn)

#### Escolas especiais e alternativas
- Crosshill Special School (Blackburn)
- Eden School (Blackburn)
- The Heights Free School (Blackburn)
- Newfield School (Blackburn)

#### Educação complementar
- Blackburn College (Blackburn)
- St. Mary's College (Blackburn)

### Escolas Independentes

#### Escolas primárias e preparatórias
- Palm Tree School
- Rawdhatul Uloom School

#### Escolas de ensino fundamental e médio
- Al Islah Girls' High School
- Islamiyah School
- Jamiatul Ilm Wal Huda
- Markazul Uloom
- Westholme School

#### Escolas especiais e alternativas
- Brambles East School